# Клиндамицин
Клиндамици́н — полусинтетический антибиотик группы линкозамидов, аналог линкомицина, практически вытеснивший его в большинстве стран благодаря улучшенному фармакологическому профилю. Обладает достаточно узким спектром антимикробной активности: в основном эффективен против неспорообразующих анаэробов и грамположительных кокков (кроме MRSA), а также умеренно активен в отношении некоторых протозойных инфекций. Может применяться как системно, так и местно.
В России и Беларуси выпускается под торговыми марками «Далацин», «Зеркалин», «Клиндатоп», «Клиндацил», «Клиндес», «Клиндовит». Лекарственные формы клиндамицина в виде капсул и раствора для внутривенного и внутримышечного введения включены в Перечень жизненно необходимых и важнейших лекарственных препаратов Минздрава РФ.

## Свойства
Клиндамицин является производным линкомицина, синтезируется из него путём замещения 7(R)-гидроксильной группы на 7(S)-хлор. Впервые был получен в результате реакции линкомицина и тионилхлорида, улучшенные методы синтеза предполагают реакцию линкомицина с дихлоридом трифенилфосфина или смесью трифенилфосфина с тетрахлорметаном.
В готовых лекарственных формах используется в виде водорастворимых солей: гидрохлорида, фосфата или пальмитата гидрохлорида.

## Фармакология
Клиндамицин ингибирует синтез белков в бактериях путём связывания с 50S-субъединицей бактериальных рибосом (с 23S-субъединицей рРНК). Может иметь бактериостатический или бактерицидный эффект в зависимости от вида микроорганизмов, концентрации препарата и места развития инфекции.
В сравнении с линкомицином клиндамицин имеет более высокую антимикробную активность in vitro (за исключением линкомицин-резистентных штаммов), а также действует (в высоких дозах) на некоторые простейшие: Plasmodium falciparum, токсоплазмы и пневмоцисты. Обладает очень высокой биодоступностью (90 %), не зависящей от приёма пищи (так, линкомицин всасывается в ЖКТ на 30 % при приеме натощак, а при приеме после еды — всего на 5 %). В отличие от линкомицина, имеет более короткий период полувыведения.

## Фармакокинетика
Максимальная концентрация препарата в сыворотке крови при пероральном приёме возникает в пределах 45-60 минут, при внутримышечном введении — в пределах 1-3 часов. Объём распределения примерно равен 2 л/кг, отмечаются высокие концентрации препарата в костной ткани и в моче. Клиндамицин не проникает через гематоэнцефалический барьер, даже при воспалении мозговых оболочек значимых уровней препарата в спинномозговой жидкости не наблюдается. Данный антибиотик хорошо проникает через плаценту, значительные его концентрации обнаруживаются в грудном молоке.
Клиндамицин почти полностью метаболизируется в печени с образованием двух активных и некоторых неактивных метаболитов. Период полувыведения у взрослых составляет 2-3 часа — в среднем 2,4 ч., у недоношенных новорождённых — 8,7 часа, у доношенных — 3,6 ч., у детей — 2 ч., у пожилых людей — 4 часа. Примерно 10 % препарата в виде биологически активных метаболитов выводится с мочой, 3,6 % — с каловыми массами, остальное — в виде неактивных метаболитов, главным образом с желчью и затем с калом.
У микрофлоры, особенно стафилококков, довольно быстро развивается устойчивость к клиндамицину и линкомицину. Также возможна перекрестная резистентность клиндамицина с макролидами.

## Применение
Для лечения тяжёлых инфекций, вызванных чувствительными к нему анаэробными бактериями, в том числе: бактероидами, пептострептококками, клостридиями, анаэробными и микроаэрофильными стрептококками. Может применяться при полимикробных инвазиях, таких как интраабдоминальные и тазовые инфекции, аспирационная пневмония, остеомиелит, диабетические язвы стопы и стоматологические заболевания. Также может использоваться (преимущественно в качестве препарата второго ряда) в терапии инфекций, вызванных метициллин-чувстительным золотистым стафилококком, и респираторных инфекций, вызванных Streptococcus pneumoniae и S. pyogenes, — у пациентов с непереносимостью антибиотиков первого ряда, либо инфицированных устойчивыми к ним микроорганизмами. Интравагинально для лечения бактериального вагиноза, вызванного Gardnerella vaginalis, Atopobium vaginale и другими микроорганизмами. Клиндамицин уменьшает токсинообразование[неизвестный термин] бактерий Staphylococcus aureus и S. pyogenes, и, таким образом, он может быть особенно полезен при лечении некротического фасциита. Клиндамицин используют также для лечения токсоплазмоза.
Местные формы клиндамицина уменьшают концентрации свободных жирных кислот в коже и подавляют рост Cutibacterium acnes — анаэробов, инфицирующих сальные железы и фолликулы. В связи с этим препарат также используется наружно для проведения курса лечения от акне.
Клиндамицин не имеет эффективности в предотвращении отторжения стоматологического имплантата.